# General Conesa (Río Negro)
Pour les articles homonymes, voir General Conesa.
General Conesa, ou simplement Conesa est une ville d'Argentine, chef-lieu du département de Conesa, en province de Río Negro.

## Toponymie
La ville a reçu son nom en hommage au général Emilio Conesa, militaire argentin qui participa à la guerre du Paraguay.

## Situation
La ville est située au nord de la Patagonie argentine sur la rive sud du fleuve río Negro. General Conesa se trouve à l'intersection de deux routes nationales :
- La route nationale 250 mène à Choele Choel, General Roca et Neuquén vers le nord-ouest, et à Viedma vers le sud-est.

- La route nationale 251 mène à Santa Rosa en direction du nord, et à San Antonio Oeste en direction du sud.

General Conesa se trouve ainsi à 163 km de la capitale provinciale Viedma, à 100 km de San Antonio Oeste, à 143 km du port en eaux profondes de San Antonio Este, et à 150 km de Río Colorado.

## Population
La localité comptait 5 007 habitants en 2001, ce qui représentait une hausse de 7,8 % par rapport aux 4 643 recensés en 1991.

## Activités
Conesa bénéficie d'une fort bonne infrastructure d'approvisionnement en eau, en gaz et en électricité.
- Le réseau d'irrigation et de drainage, qui alimente la rive droite du río Negro, a 280 km de canaux principaux. Il irrigue 26 000 hectares.
- Le réseau de gaz naturel approvisionne Conesa depuis une usine proche où confluent deux gazoducs, celui de l'ouest (Plaza Huincul) et celui du sud (Pico Truncado).
- Enfin la région est alimentée en électricité grâce à une ligne de 33 000 volts.

### Fruticulture
La production fruitière alimente en fruits frais Buenos Aires, Rosario, Córdoba, Bahía Blanca et le sud de la Patagonie. L'exportation vers les États-Unis et l'Europe comporte des fruits frais et des jus concentrés. Au total la région produit annuellement 15 000 tonnes de fruits frais.

## Cartes

La route nationale 250.
La route nationale 251.